# Juan Hernández
Juan Bautista Hernández Pérez (født 24. december 1962) er en tidligere cubansk bokser. Under OL 1980 i Moskva vandt han en guldmedalje i bantamvægt efter at han slog Bernardo Pinango fra Venezuela i finalen. Da han vandt den olympiske guldmedalje var han kun 17 år gammel.